# Portfolio (nagylemez)
A Portfolio Grace Jones amerikai énekesnő 1977-ben megjelent bemutatkozó nagylemeze. Műfaja: disco, kiadója az Island Records. A felvételek és a keverés a philadelphiai Sigma Sound Studiosban készültek. Az albumot Jeremy Stuard emlékének ajánlották. A 7 dal közül három (I Need a Man; Sorry; That’s the Trouble) 1975-ben, illetve 1976-ban kislemezen már megjelent Franciaországban az Orfeus, az Amerikai Egyesült Államokban pedig a Beam Junction címkéje alatt. Az LP „A” oldalán egy három dalból álló folyamatos egyveleg hallható musicalslágerek diszkóváltozataiból. Az első tétel, a Send In the Clowns Stephen Sondheim A Little Night Music című művéből származik, és olyan világsztár is elénekelte, mint Frank Sinatra. A What I Did for Love a Magyarországon sem ismeretlen Tánckar (A Chorus Line) egyik betétdala, a Tomorrow pedig eredetileg az Annie című zenés darabban hallható. A „B” oldal Édith Piaf klasszikus sanzonja, a La Vie en Rose diszkófeldolgozásával indul, mely Grace legismertebb és legsikeresebb diszkófelvételének számít. (Évekkel később a Grammy-díjra jelölt A One Man Show című műsorában ez volt az egyetlen diszkóslágere, amit elénekelt.) A dal rövidített változata 1977-ben, 1983-ban és 1985-ben is megjelent kislemezen. Az Egyesült Államokban a Portfolio az 52. lett a Black Album slágerlistán, és a 109. a Billboard sikerlistáján, a dance toplistán viszont bekerült a 10 legnépszerűbb LP közé. Az I Need a Man a dance toplista csúcsára jutott, a That’s the Trouble / Sorry egyveleg azonban már jóval szerényebben szerepelt ugyanezen a listán. A La Vie en Rose Európa több országában aranylemez lett, és feljutott a slágerlisták élére Angliában, az NSZK-ban, Dániában és Hollandiában. Ugyanakkor Angliában a tekintélyesnek számító szaklap, a New Musical Express így értékelte az albumot: „Dalok szvingelő eunuchok számára.”

## A dalok

### „A” oldal
1. Send In the Clowns (Stephen Sondheim) – 7:33
2. What I Did for Love (Marvin Hamlisch – E. Kleban) – 5:15
3. Tomorrow (Martin Charnin – Charles Strouse) – 5:48

### „B” oldal
1. La Vie en Rose (Édith Piaf – Louigny) – 7:27
2. Sorry (Grace Jones – Pierre Papadiamondis) – 3:58
3. That’s the Trouble (Grace Jones – Pierre Papadiamondis) – 3:36
4. I Need a Man (P. Slade – Pierre Papadiamondis) – 3:23

## Közreműködők
- Grace Jones (ének)
- Sweethearts of Sigma (háttérvokál)
- Barbara Ingram (háttérvokál)
- Carla Benson (háttérvokál)
- Yvette Benton (háttérvokál)
- Allen Schwartberg (dobok)
- Wilbur Bascomb (basszusgitár)
- Lance Quinn (gitár)
- Cliff Morris (gitár)
- Bobby Eli (gitár)
- Larry Washington (konga)
- Carlton "Cotton" Kent (billentyűs hangszerek, zongora)
- Ron „Have Mercy” Kersey (Fender Rhodes)
- Vincent Montana Jr. (vibrafon)
- Moto (tamburin)
- Tom Moulton (producer, Beam Junction Productions)
- Ed. Orfeus (producer, B2–B4)
- Duke Williams (hangmérnök, B1)
- Don Renaldo (vonósok, fúvósok) (Don Renaldo Strings And Horns)
- Vincent Montana (hangmérnök, zenei rendező)
- Arthur Stoppe (felvételvezető, hangmérnök)
- Jay Mark (felvételvezető, hangmérnök)
- José Rodriguez (maszterelés)
- Richard Bernstein (albumtervezés, design)
- Antonio Lopez (fotós)
- Francis Ing (fotós)

## Különböző kiadások

### LP
- 1977 Island Records (ILPS 9470, Egyesült Államok)
- 1977 Island Records (25 579 XOT, NSZK)
- 1977 Island Records (9123 023, Franciaország)
- 1977 Island Records (25 579-1, Spanyolország)
- 1977 Island Records (25579 XOT, Hollandia)
- 1977 Island Records (ILPS 9470, Kanada)
- 1977 Dischi Ricordi S. p. A. (ORL 19470, Olaszország)
- 1987 Island Records (258 272, Európa)
- 1990 Island Records (842 614-2, Európa)

### CD
- 1987 Island Records (CID 9470, Európa)
- 1990 Island Records (422-842 614-2, Egyesült Államok)
- 1990 Island Masters (IMCD 19, Európa)

## Kimásolt kislemezek

### Kislemezek
- 1975 I Need a Man / Again and Again (Orfeus, 990.140, Franciaország)
- 1975 I Need a Man / Again and Again (Pink Elephant, PE 22.098Y, Belgium)
- 1976 I Need a Man / Again and Again (Metronome, M 25.710, NSZK)
- 1976 Sorry / That’s the Trouble (Beam Junction, 45-BJ 102, Egyesült Államok)
- 1976 Sorry / That’s the Trouble (Orfeus, 990.141, Franciaország)
- 1977 I Need a Man / I Need a Man (Instrumental Version) (Derby, DBR 5333, Olaszország)
- 1977 I Need a Man / I Need a Man (Instrumental Version) (Novola, OOX-354, Spanyolország, promóciós lemez)
- 1977 La Vida en Rosa (La Vie en Rose) / I Need a Man (Island Records, 11.459, Spanyolország)
- 1977 La Vie en Rose / I Need a Man (Island Records, 11 636 AT, Hollandia)
- 1977 La Vie en Rose / I Need a Man (Island Records, 102 371, Hollandia)
- 1977 La Vie en Rose / I Need a Man (Island Records, 102 371-100, NSZK)
- 1977 La Vie en Rose / I Need a Man (Island Records, WIP 6415, Anglia)
- 1977 La Vie en Rose / I Need a Man (Island Records, 11 669 AT, NSZK)
- 1977 La Vie en Rose / I Need a Man (Island Records, 6172 530, Franciaország)
- 1977 La Vie en Rose / Tomorrow (Island Records, WIP 26415, Olaszország)
- 1977 That’s the Trouble (Island Records, 15 582 XT, NSZK, egyoldalas promóciós lemez)
- 1985 Pull Up to the Bumper / La Vie en Rose (Island Records, 107 876, NSZK)
- 1985 Pull Up to the Bumper / La Vie en Rose (Island Records, IS 240, Anglia)

### Maxik
- 1976 Sorry / That’s the Trouble (Beam Junction, 12-BJ 1001, Egyesült Államok)
- 1976 Sorry / That’s the Trouble (Orfeus, 900.071, Franciaország)
- 1976 Sorry / That’s the Trouble (Derby, DBR 9201, Olaszország)
- 1977 I Need a Man / I Need a Man (Instrumental Version) (Beam Junction, 12-BJ 1004, Egyesült Államok)
- 1977 La Vie en Rose / I Need a Man (Island Records, 600 266, NSZK)
- 1977 La Vie en Rose / I Need a Man (Island Records, 11616, Anglia, korlátozott példányszámban)
- 1977 That’s the Trouble / Sorry (Scramble, MS 40.12, Hollandia)
- 1984 That’s the Trouble / I Need A Man (Instrumental) / I Need A Man / Sorry (Carrere, 8420, Franciaország)
- 1985 Pull Up to the Bumper (Remix) / La Vie en Rose / Nipple to the Bottle (Island Records, 602 138, NSZK)
- 1985 Pull Up to the Bumper (Remix) / La Vie en Rose / Nipple to the Bottle (Island Records, 12 IS 240, Anglia)
- 1985 Pull Up to the Bumper (Remix) / La Vie en Rose / Nipple to the Bottle (Island Records, 12 ISP 240, Anglia, képlemez)
- 1985 Pull Up to the Bumper (Remix) / La Vie en Rose / Nipple to the Bottle (Festival Records, X 14 270, Ausztrália)

## Az album slágerlistás helyezései
- Svédország: 1978. február 10-étől 3 hétig. Legmagasabb pozíció: 22. hely

## Külső hivatkozások
- Dalszöveg: Send In the Clowns
- Dalszöveg: What I Did for Love?
- Dalszöveg: Tomorrow
- Dalszöveg: La Vie en Rose
- Dalszöveg: Sorry
- Dalszöveg: That’s the Trouble
- Dalszöveg: I Need a Man
- Videó: La Vie en Rose
- Videó: La Vie en Rose (másik felvétel)
- Videó: That’s the Trouble
- Videó: I Need a Man